# هنری فیتزروی، اولین دوک گرافتون
هنری فیتزروی، اولین دوک گرافتون (انگلیسی: Henry FitzRoy, 1st Duke of Grafton; ۲۸ سپتامبر ۱۶۶۳ – ۹ اکتبر ۱۶۹۰) سیاست‌مدار اهل بریتانیا بود. وی همچنین برندهٔ جوایزی همچون نشان بند جوراب شده‌است.